# Павлик, Игорь Васильевич
Игорь Васильевич Павлик (укр. Ігор Васильович Павлик; род. 19 ноября 1971, Ладыжин, Винницкая область) — советский, украинский футболист и тренер. Мастер спорта Украины.

## Клубная карьера
Воспитанник винницкого футбола. Первый тренер — Павел Кривохижа. Играл в любительских командах винницкой области. В 1991 году дебютировал во второй лиге в команде мастеров «Нива» (Винница). После распада СССР год провёл в калининградской «Балтике». С 1993 года играл в запорожском «Викторе».
После 7 тура чемпионата Украины 1994/95 команда «Виктор» объединилась с клубом высшей лиги запорожским «Металлургом». Возглавивший «Металлург» Александр Томах привёл с собой из «Виктора» 10 футболистов, в числе которых был и Игорь Павлик. В «Металлурге» Игорь дебютировал 10 сентября 1994 года против ровненского «Вереса» (1:0), выйдя на поле на 75 минуте матча вместо Игоря Наконечного.
После «Металлурга» в высшей лиге Павлик выступал в запорожском «Торпедо» и кировоградской «Звезде», где сыграл 15 и 4 матча соответственно. После 4-х летних скитаний по командам первой лиги футболист летом 2000 года вернулся в «Звезду». Кировоградская команда на тот момент выступала в первой лиге. В сезоне 2002/03 гг. помог «Звезде» стать победителем турнира первой лиги и завоевать право выступать в высшем дивизионе. В сезоне 2003/04 гг. в «вышке» сыграл 14 матчей, забил 1 гол.
С 2004 года играл в командах «Заря», «Николаев» и «Феникс-Ильичёвец». В составе «Николаева» становился победителем турнира команд второй лиги сезона 2005/06 гг.

## Тренерская карьера
С лета 2009 года работал в ильичевском филиале СДЮШОР «Черноморец» . С июня 2010 года тренер «Черноморца-2».
С 2011 по 2020 — тренер СДЮШОР «Черноморец».

## Образование
Окончил Донецкий институт физкультуры и спорта.